# Bahnhof Edinburgh Haymarket

Der Bahnhof Edinburgh Haymarket (gälisch: Margadh an Fheòir), offiziell und in allen Fahrplänen nur Haymarket genannt, ist ein Fern- und Regionalbahnhof in der schottischen Hauptstadt Edinburgh, der zweitgrößte nach dem Hauptbahnhof, Waverley Station. Er befindet sich im gleichnamigen Stadtteil am westlichen Ende des Shandwick Place. 2009 wurde er von 1,845 Millionen Reisenden frequentiert.

## Geschichte
Der Bahnhof Edinburgh Haymarket liegt am Westrand der Innenstadt. Er wurde 1842 zunächst als Kopfbahnhof und Endpunkt der Bahnstrecke aus Glasgow errichtet, heute ein Zweig der West Coast Main Line. 1846 wurde der Haymarket Tunnel eröffnet, der die Verbindung zum Bahnhof Waverley herstellte und den Bahnhof Edinburgh Haymarket zum Durchgangsbahnhof machte. Der Bahnhof steht heute in der Kategorie A der Statutory List of Buildings of Special Architectural or Historic Interest unter Denkmalschutz.
2006 wurde zusätzlich zu den beiden durchgehenden Mittelbahnsteigen noch ein Kopfbahnsteig mit einer Einfahrt aus Richtung Westen errichtet, 2010 die Personenlifte ausgebaut, um die Bahnsteige mit behindertengerechten Zugängen auszustatten. Betrieben wird der Bahnhof von ScotRail.

## Anlage

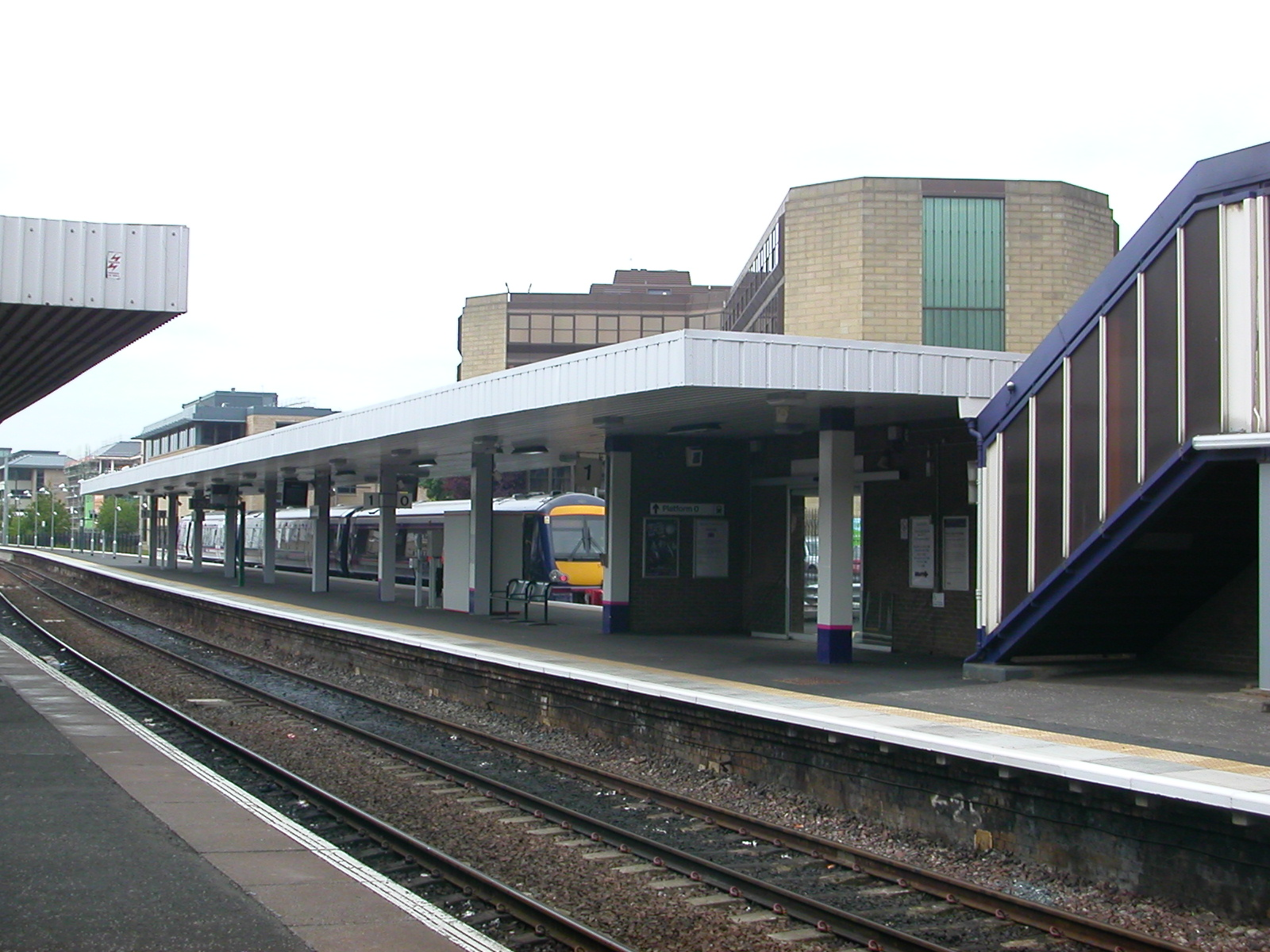
Das Kopfgleis 0 im Jahre 2007

Der Bahnhof hat fünf Bahnsteiggleise. Das Gleis 0 ist das nachträglich zugefügte Kopfgleis. Die Nummerierung eines Bahnsteiggleises mit „0“ ist eine große Rarität. Die Gleise 1 und 2 waren – im Gegensatz zu den Gleisen 3 und 4 – nicht elektrifiziert, daher war ein flexibler Umgang mit der Gleisbelegung fast unmöglich. Seit Anfang 2011 sind auch die restlichen drei Gleise unter Spannung gesetzt.
Die Anlage wird meist nach folgendem Schema genutzt:
- Gleis 0: Für endende Züge, vor allem während Bauarbeiten im Bahnhof Waverley
- Gleis 1: Züge via Forth Railway Bridge von Inverness und Aberdeen
- Gleis 2: Züge via Forth Railway Bridge nach Inverness und Aberdeen
- Gleis 3: Züge von Glasgow Central/Glasgow Queen Street und West Coast Main Line
- Gleis 4: Züge nach Glasgow Central/Glasgow Queen Street und West Coast Main Line

## Verkehr
Auf den fünf Gleisen des Bahnhofs halten Fernzüge diverser Relationen, einerseits die Züge von und nach Glasgow, sowohl diejenigen von/nach Glasgow Queen Street über Falkirk, einige Züge der East Coast Main Line sowie Züge von und nach Glasgow Central. Andererseits wird der Bahnhof auch von Zügen der West Coast Main Line von und nach Südschottland sowie England und London erreicht. Die meisten Fernverkehrszüge, die von Edinburgh Waverley abgehen, halten nur zum Einsteigen, in der Gegenrichtung nur zum Aussteigen. Zudem halten Regionalzüge unter anderem nach Glasgow oder die Fife Circle Line.
Der Bahnhof wird von den Eisenbahnverkehrsunternehmen ScotRail, LNER, Virgin Trains, First TransPennine Express und CrossCountry angefahren.
Vor dem Bahnhof halten zahlreiche Buslinien sowie die Edinburgh Trams. Westlich des Bahnhofs befindet sich ein Bahnbetriebswerk.